# Dermophiidae
Dermophiidae (лат.) — семейство безногих земноводных.

## Описание
Общая длина представителей этого рода колеблется от 15 до 60 см. Голова толстая, туловище коренастое. Имеет первичные и вторичные кольца. Кожа покрыта щитками, что создает видимость относительно толстой кожи, откуда и происходит название этого семейства. Хвост резко заострён. Окраска в основном однотонная: серая, фиолетовая, чёрная или коричневая разных оттенков.

## Образ жизни
Населяют тропические и субтропические леса. Обитают в верхних слоях почвы, встречаются на высоте до 1500 м над уровнем моря. Питаются беспозвоночными, мелкими ящерицами, мышевидными. 

## Размножение
Это живородящие земноводные.

## Распространение
Обитают в Мексике, Центральной Америке, северной части Южной Америки, а также в центральной и западной Африке.

## Классификация
На октябрь 2018 года в семейство включают 4 рода:
- Dermophis Peters, 1880 — Толстокожие червяги
- Geotrypetes Peters, 1880 — Тигровые червяги
- Gymnopis Peters, 1874 — Центральноамериканские червяги
- Schistometopum Parker, 1941 — Гладкоязычные червяги